# 桐廬県
桐廬県（とうろ-けん）は中華人民共和国浙江省に位置する省直轄の県であり、しばらく杭州市に代理管轄されている。
富春川を境に旧市街と経済開発区に分かれる。2013年までに上海杭州高速鉄道が開通する予定である。桐廬県は浙江省の省都杭州市から南西に90km、人口約40万人の地方都市である。桐廬県は浙江省西北部に位置して、銭塘江中流にある。北緯29.35°〜30.05°と東経119.10°〜119.58°の範囲にある。東の諸曁、南の浦江をつないで、建徳、西の淳安と接する、東北の富陽によって、西北は臨安に接する。全区域の東西の長い約77キロメートル、南北の広い約55キロメートル。総面積は1825平方キロメートル。

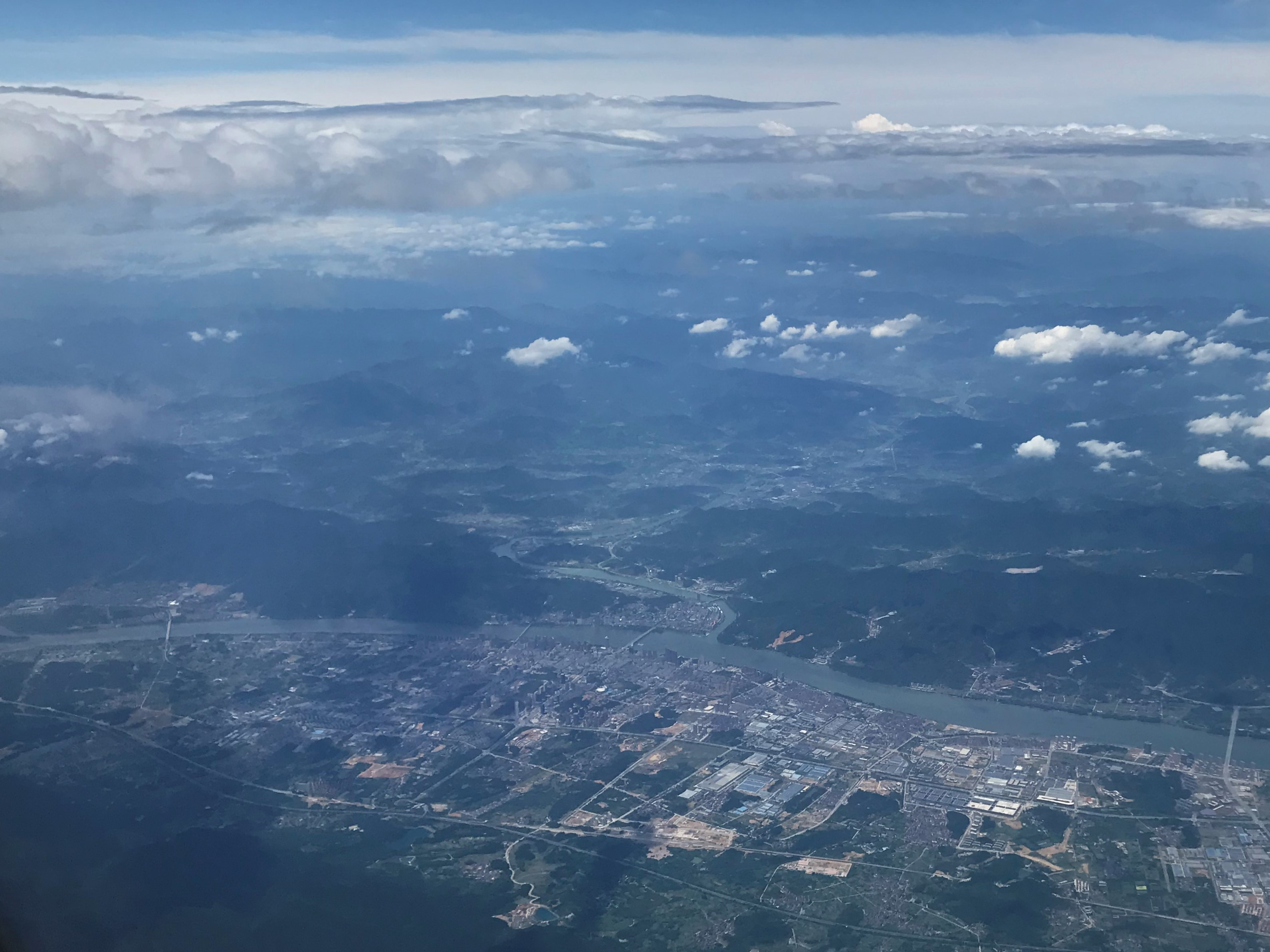
飛行機から望む富春江沿岸の市街地

県政府のある町の桐廬鎮を中心にして、東から富陽と接する牛峰嶺まで20キロメートル（直接離れること、以下も同じ）、南から建徳と接する羊嶠頂まで19キロメートル、西から淳安と接する太陽山まで39キロメートル、北から富陽と接する陳家山まで13キロメートル、東南から臨安と接する火焼湾頂まで27キロメートル、南西から建徳と接する大岩山まで12キロメートル、東北から富陽と接する横山埠まで16キロメートル、西北から臨安に接する高塘まで41キロメートルである。全県の地形、西北と東南は富春江の沿岸に下がって、丘の山岳地帯を主として、平原は少ない。竜門山の主峰の牛背脊の観音尖、海抜の1246.5メートル、境界内の最高峰である。

## 行政区画
- 街道：旧県街道、桐君街道、城南街道、鳳川街道
- 鎮：富春江鎮、横村鎮、分水鎮、瑤琳鎮、百江鎮、江南鎮
- 郷：鐘山郷、新合郷、合村郷
- 民族郷：莪山シェ族郷

## 交通

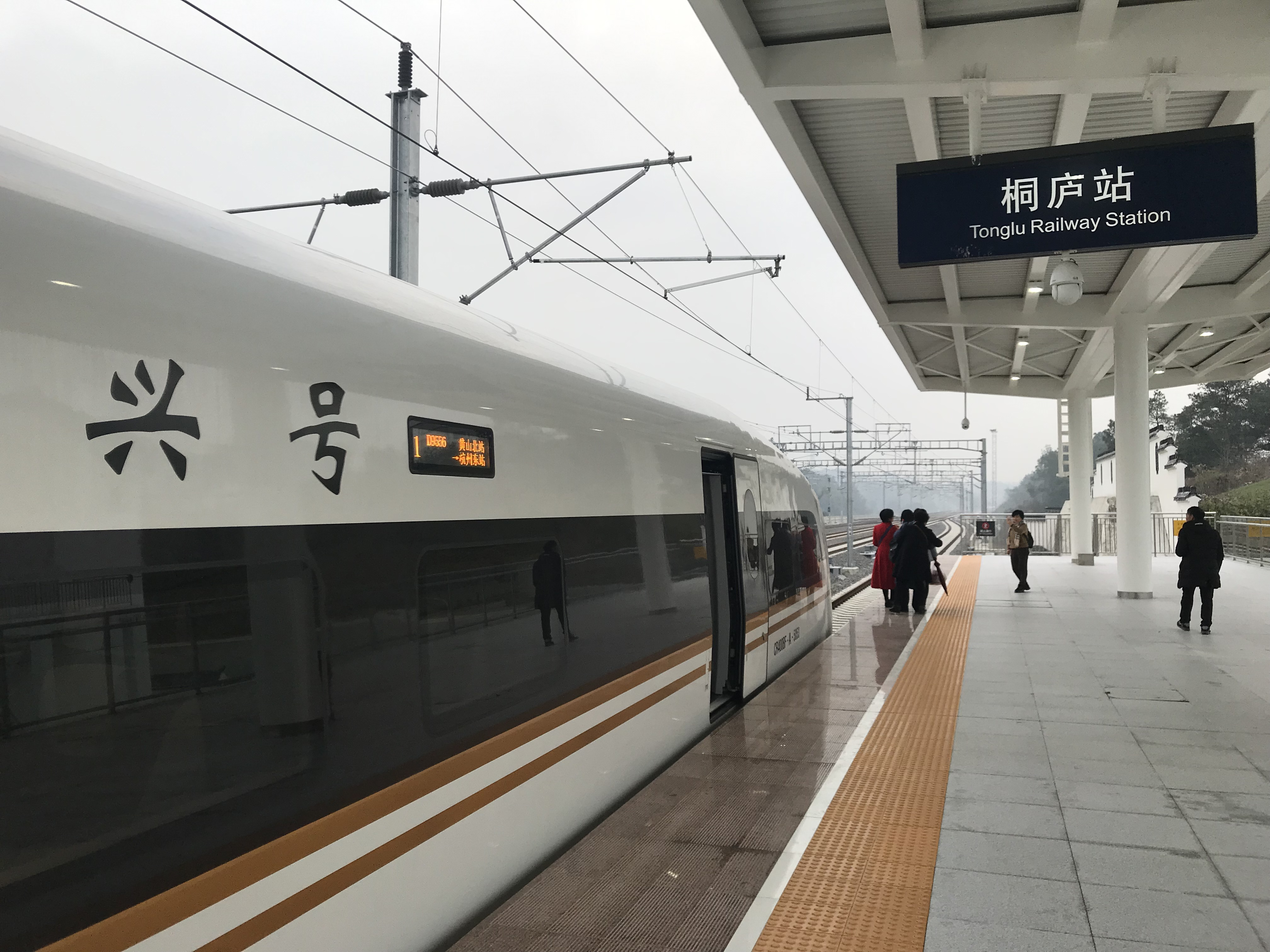
桐廬駅ホーム

### 鉄道
- 中国鉄路総公司
  - 杭黄旅客専用線

（黄山方面）- 桐廬駅 -（杭州方面）

### 道路
- 高速道路
  - 長深高速道路
  - 杭新景高速道路
- 国道
  - G320国道